# Odontopera briela
Odontopera briela là một loài bướm đêm trong họ Geometridae.